# Chiebbia
Il Chiebbia (in piemontese la Cébia) è un torrente del Piemonte che scorre in provincia di Biella, tributario del Torrente Quargnasca.

## Corso del torrente

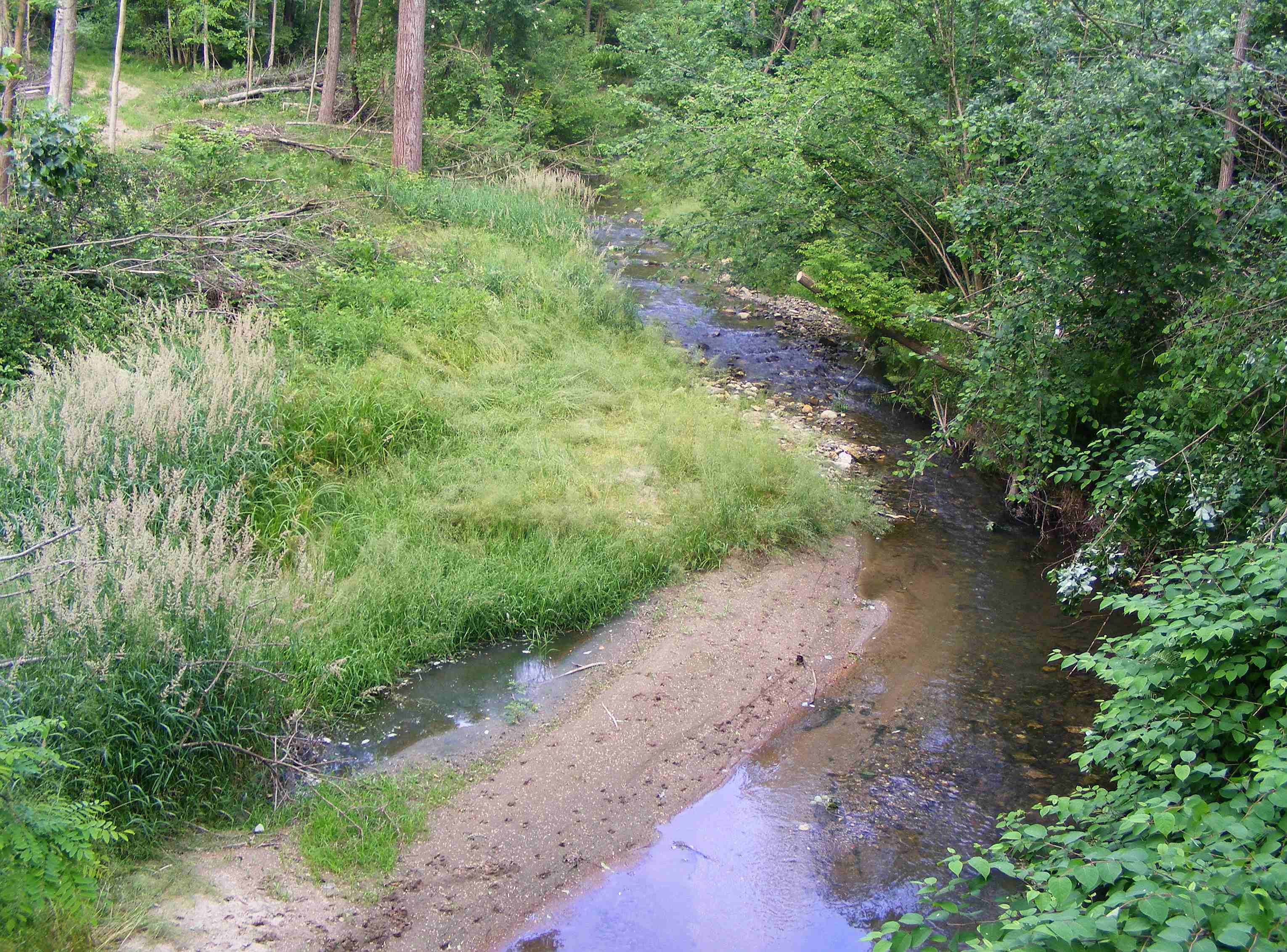
Il Chiebbia a Ronco Biellese

Prende origine dai vari rami sorgentizi che drenano il versante meridionale del Monte Turlo (835 m), situato al confine tra i comuni di Andorno Micca e Pettinengo.

La prima parte del suo corso è diretta verso sud e bagna l'ampia conca compresa tra Zumaglia, Vaglio Pettinengo e la Colma.
Dopo essere entrato in comune di Ronco Biellese il Chiebbia aggira il Monte Prevè (660 m), transita in una stretta gola ed esce nella pianura in corrispondenza del rione biellese di Chiavazza.
Qui ruota il proprio orientamento di 90° e punta decisamente verso est attraversando poi in sequenza i comuni di Vigliano Biellese, Valdengo e Cerreto Castello.

In questo tratto il Chiebbia transita in un'area densamente abitata e riceve da sinistra numerosi piccoli rii. Il corso del torrente si presenta in genere quasi rettilineo e arginato su entrambi i lati; viene scavalcato da numerosi ponti stradali.

Confluisce infine in territorio di Cossato nel Torrente Quargnasca, poche centinaia prima che quest'ultimo si getti a sua volta nello Strona di Mosso.

## Affluenti
Dopo un primo tratto collinare il bacino del Chiebbia si presenta marcatamente asimmetrico.
Da sinistra riceve infatti i numerosi corsi d'acqua minori, spesso senza nome sulla cartografia, che drenano le colline ad est di Biella; dalla pianura che si stende alla sua destra non arrivano invece apporti idrici significativi.

## Storia

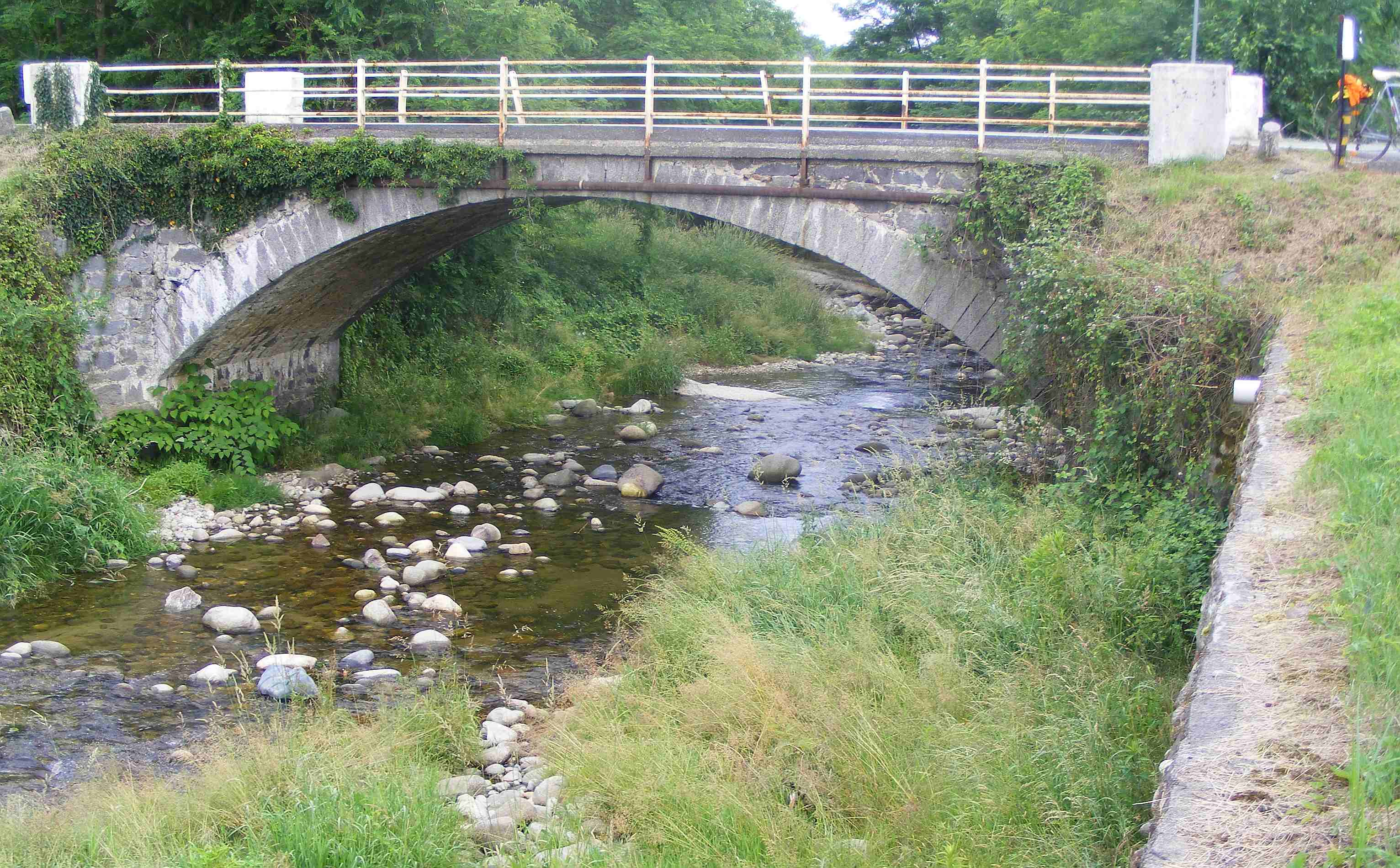
Ponte sul Chiebbia a Valdengo

Il Chiebbia ha più volte allagato sia l'abitato di Chiavazza che la zona pianeggiante compresa tra questo e Cerreto Castello.
I danni maggiori, più che al corso d'acqua principale, sono stati causati dai rii secondari che lo alimentano i quali, drenando piccoli bacini, tendono ad esondare in risposta a precipitazioni anche brevi ma di forte intensità.

Di particolare rilievo fu l'evento del 22 settembre 1981 quando a Chiavazza, nei pressi della confluenza del Rio Sacchetto, una piena distrusse il ponte di via Milano.

## Utilizzi
La zona di pianura attraversata dal Chiebbia conserva ancora una certa attività agricola, in particolare vivaistica, la quale dà origine a vari prelievi idrici a scopo irriguo; sono però presenti anche prelievi per uso industriale.